# 田中理々
田中 理々（たなか りり、9月4日 - ）は、日本の女性声優。ロックンバナナ所属。福岡県福岡市出身。

## 人物
声優になろうと思ったきっかけは、子供のころにアニメに元気づけられ、好きなアニメの世界に陶酔したいという気持ちが芽生えたこと、また声優という職業を知ってその好きな世界に携わりたいと考えるようになったことから。
母親からは現実的な職業に就いたほうが良いと言われていたため、一度は普通に就職をしている。それでも夢をあきらめきれずオーディションを受けて声優の道へ進むこととなった。
名前の由来は適当に考えたもの。「理々」についてはなんとなくで早い段階で考えついてそれに合う苗字を探していたところ、まわりにきらびやかな名前の方が多いことから、あえて普通にいそうな名前の「田中」を付けた。「本名ですか？」と尋ねられることも多いという。
野球が好きでプロ野球では福岡ソフトバンクホークスのファンであり、ダイエーホークス時代の王監督のころから応援している。
2013年5月1日よりロックンバナナ所属。

## 出演作品

### ゲーム
2011年
- シュクレ 〜sweet and charming time for you.〜（坪井真紀）

2012年
- Fortuna Rhapsody（南小柿緑）
- ホチキス（塚口麻耶）

2013年
- 少女神域∽少女天獄 -The Garden of Fifth Zoa-（広原菩乃花）
- 戦極姫5〜戦禍断つ覇王の系譜〜（大内義隆、吉良親実）
- そして煌めく乙女と秘密^5（姫乃宮ユリ）

2014年
- えろどるっ☆（雪宮あい）
- 俺がヤマタノオロチなら（八樹さゆり）
- 終わる世界と双子座のパラダイス（琴吹美織）
- Golden Marriage（島影瑠璃）
- 超催眠術学園（天王寺志鶴）

2015年
- 姉とプリンセスは嫌われたくない。-俺のラブコメ18禁フラグ、またしても管理できず-（かりん）
- 君と恋する学園喫茶（日向亜璃亜）
- Golden Marriage -Jewel Days-（島影瑠璃）
- こころリスタ!（桜森舞夢）
- 三極姫4〜天下繚乱 天命の恋絵巻〜（夏侯淵妙才、皇甫崇義真）
- じゅ〜にんかんり! 〜10人の乙女に愛の手を〜（桜庭佳織）
- 戦極姫6〜天下覚醒、新月の煌き〜（風魔小太郎、大内義隆、吉良親実）
- その花びらにくちづけを にゅーじぇね!（小野原葉月）
- ツゴウノイイアイドル（南野今日子）

2016年
- えろぐっず! Hなおもちゃで快感エンジョイ（ここのきひなの）
- 恋と恋するユートピア（双葉真紀）
- 戦極姫7〜戦雲つらぬく紅蓮の遺志〜（馬場信春、宇喜多秀家、一条房基）
- ビッチ姉ちゃんが清純なはずがないっ!（香芝綾目）
- ママしぼり3の事情（保原優）
- Liber_7（一条紅愛）

2017年
- あるいは恋という名の魔法（ハイクイーン）
- 萌え萌え2次大戦（略）3（アキヅキ、メアリー）
- 恋愛教室（泉水リム）

2018年
- 闇染Revenger -墜ちた魔王と堕ちる戦姫-
- JUDGE EYES:死神の遺言

### ラジオ
- 金田まひるとまきいづみのもげすて（アシスタントパーソナリティ）
- Lass☆ラジ ハッピーアワー（2012年5月4日 - 2013年4月26日、全51回）
- Lass☆ラジ ハッピーアワー セカンドシーズン（2013年9月13日 - 2014年11月28日、全27回）
- 世界を目指すラジオ（2016年1月14日 - ）

### 歌
- Destiny Light（『Fortuna Rhapsody』主題歌）
- 願い（『Fortuna Rhapsody』挿入歌）
- 煌めく空へ（『そして煌めく乙女と秘密^5』エンディングテーマ）
- リインカーネーション（『俺がヤマタノオロチなら』オープニングテーマ）
- 偶像嗜好（『ツゴウノイイアイドル』オープニングテーマ）
  - 歌：φ's（斉藤美穂（藤森ゆき奈）、浅香明菜（西乃ころね）、南野今日子）
- New Generation（『その花びらにくちづけを にゅーじぇね！』OPテーマ）
  - 歌：田中理々、椎那天

### 雑誌連載
- Lass☆ラジ ハッピーアワー PUSH!! STATION (PUSH!!)